# Azaguié
Azaguié este o comună din regiunea Agneby-Tiassa, Coasta de Fildeș.